# État-major général des forces armées ukrainiennes
L'état-major général des forces armées ukrainiennes (ukrainien : Генеральний штаб Збройних сил України, abrégé en ГШ) est l'état-major des Forces armées ukrainiennes. C'est l'organe central de l'administration des forces armées et supervise la gestion opérationnelle des forces armées sous l'égide du ministère de la Défense de l'Ukraine.
Le chef d'état-major général des Forces armées ukrainiennes est nommé par le président de l'Ukraine, qui est le commandant en chef suprême des forces armées. Le 28 mars 2020, un nouveau poste de Commandant en chef des forces armées ukrainiennes est introduit, se séparant du chef d'état-major général. Le chef actuel de l'état-major général est Andriy Hnatov, tandis que le commandant en chef est Oleksandr Syrsky.
L'état-major général a été créé en 1991-1992 sur la base du quartier général du district militaire de Kiev des anciennes Forces armées soviétiques.

## Membres de l'état-major

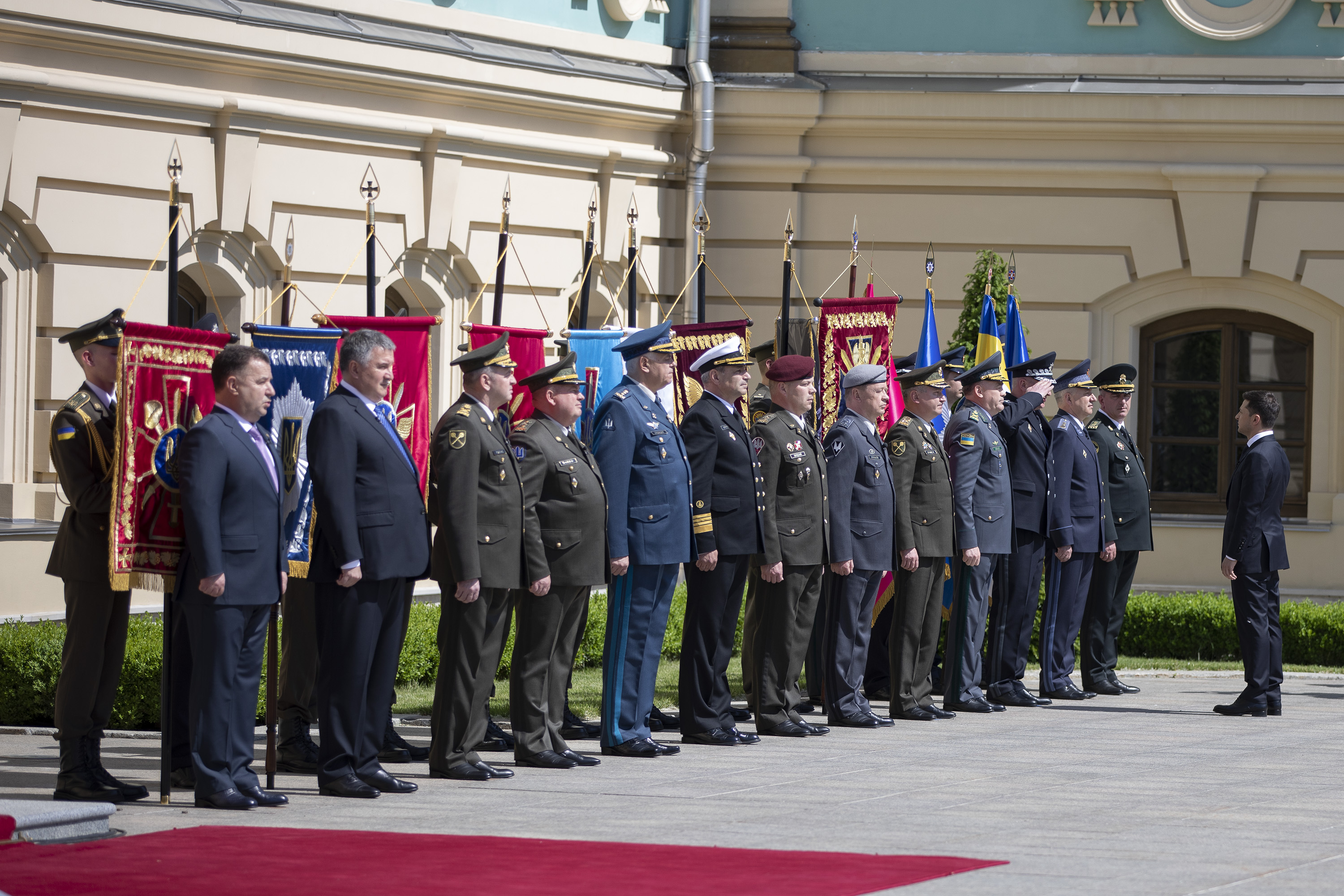
Présentation du haut-commandement des Forces armées de l'Ukraine au nouveau président Volodymyr Zelensky, lors de sa cérémonie d'investiture au palais Mariinsky le 20 mai 2019.

L'état-major général ukrainien est structuré en plusieurs directions, reprenant plus ou moins l'organisation de l'OTAN (J1 le personnel et le moral, J2 le renseignement, J3 commandement des forces conjointes des forces armées ukrainiennes les opérations, J4 la logistique, J5 la planification et la mobilisation, J6 les transmissions et systèmes d'information, J7 l'entraînement, J8 la médecine militaire, bureau de cryptologie, département d'histoire militaire, etc.).
Le commandant en chef est secondé par le chef d'état-major général ainsi que par les commandants des différentes branches des Forces armées de l'Ukraine :
- commandant en chef des forces armées ukrainiennes, colonel-général Oleksandr Syrsky (depuis le 8 février 2024) ;
- commandant en second, lieutenant-général Ievhen Moïssiouk (depuis le 29 juillet 2021) ;
- chef d'état-major général, général de brigade Andriy Hnatov (depuis le 9 février 2024) ;
- commandant des forces terrestres, lieutenant-général Mykhaïlo Drapatiy (depuis le 29 novembre 2024) ;
- commandant de la Marine, vice-amiral Oleksiy Neïjpapa (depuis le 11 juin 2020) ;
- commandant de la Force aérienne, lieutenant-général Mykola Olechtchouk (depuis le 9 août 2021) ;
- commandant des Forces d'opérations spéciales, major-général Viktor Khorenko (depuis le 25 juillet 2022) ;
- commandant des Forces d'assaut aérien, brigadier-général Ihor Skybiouk (depuis février 2024) ;
- commandant du Corps de marine, lieutenant-général Dmytro Deliatytsky (depuis février 2024).

### Chefs d'état-major général
- depuis le 16 mars 2025 : Andriy Hnatov
- du 9 février 2024 au 16 mars 2025 : Anatoliy Barhylevytch[3]
- du 21 juillet 2021 au 9 février 2024 : Serhiï Chaptala
- du 28 mars 2020 au 28 juillet 2021 : Serhiy Korniytchouk
- du 21 mai 2019 au 28 mars 2020 : Rouslan Khomtchak
- du 3 juillet 2014 au 21 mai 2019 : Viktor Moujenko
- du 28 février au 3 juillet 2014 : Mykhaïlo Koutsyne
- du 19 février au 28 février 2014 : Iouri Ilïne
- du 18 février 2012 au 19 février 2014 : Volodymyr Zamana (uk)
- 2010 - 2012 : Grigory Pedtchenko
- 2009 - 2010 : Ivan Svyda
- 2004 - 2009 : Serhiï Kiritchenko
- 2003 - 2004 : Oleksandr Zatinaïko
- 2001 - 2002 : Petro Chouliak
- 2001 : Mykola Palitchouk
- 1998 - 2001 : Volodymyr Chkidtchenko
- 1996 - 1998 : Oleksandr Zatinaïko
- 1993 - 1996 : Anatoli Lopata
- 1992 - 1993 : Ivan Bijan
- 1992 : Vassyl Sobkov
- 1991 - 1992 : Gregory Jivitsia

### Médailles

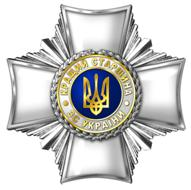
Gloire et Honneur depuis 2009.
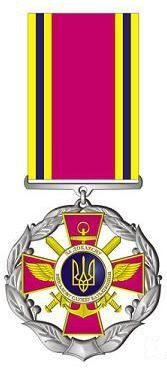
Pour le service militaire vaillant rendu à la patrie, depuis 2006.
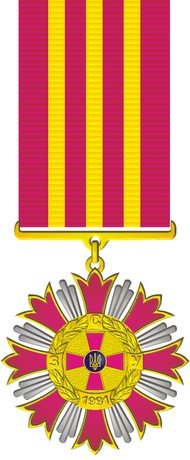
Pour services rendus aux forces armées d'Ukraine, depuis 2010.
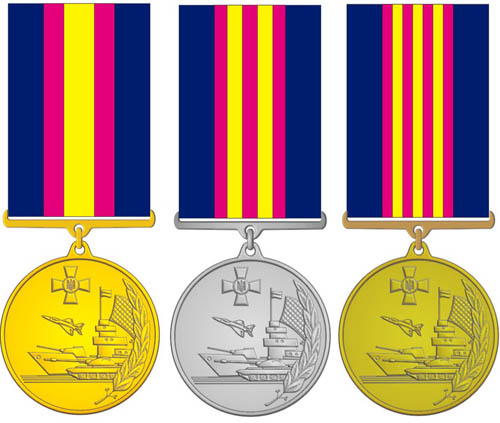
Pour service exemplaire, depuis 2006, trois degrés.
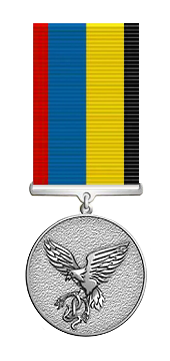
Participant de l'ATO, guerre du Donbass, depuis 2015.